# Ignatius von Loyola

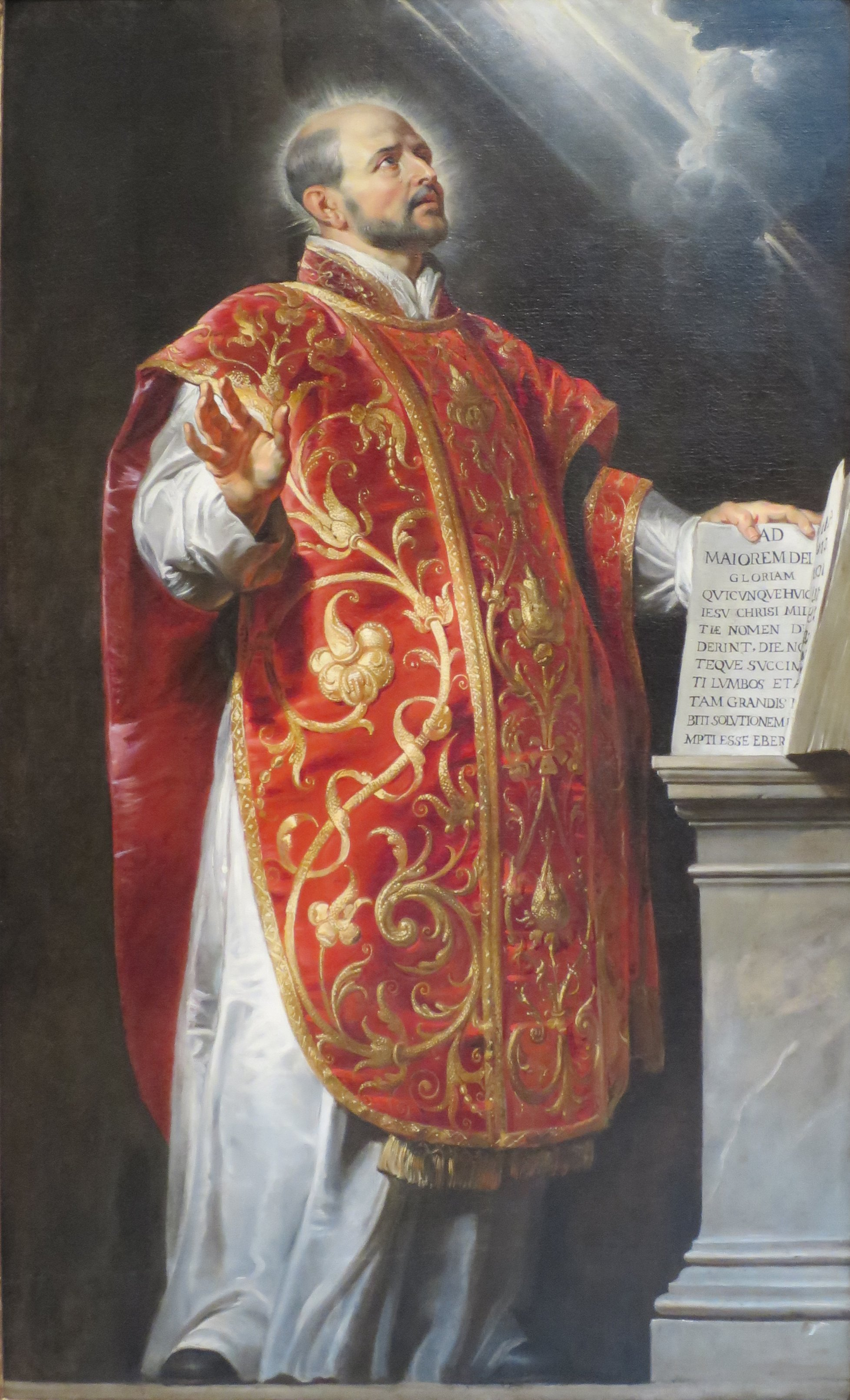
Porträt des Ignatius von Loyola von Peter Paul Rubens (1600er Jahre)

Ignatius von Loyola SJ (mittelalterlich-spanisch Íñigo López de Loyola, später Umbenennung in Ignacio de Loyola; * 1491 auf Schloss Loyola, Baskenland, Königreich Kastilien; † 31. Juli 1556 in Rom) war Mitbegründer der später als Jesuitenorden bekannten Gesellschaft Jesu (lateinisch Societas Jesu, SJ). Ignatius von Loyola wurde im Jahr 1622 heiliggesprochen.

## Leben und Wirken
Die Stationen im Leben des Ignatius von Loyola schildert er im so genannten Bericht des Pilgers, einer geistlichen Autobiographie, in der er den Weg beschreibt, den Gott ihn geführt habe:
López de Loyola stammte aus einem baskischen Adelsgeschlecht aus dem Königreich Navarra. Er war der jüngste Sohn von Don Beltrán Yáñez de Oñez y Loyola und dessen Ehefrau, Marina Sáez de Licona y Balda. Er war das jüngste Kind von dreizehn Geschwistern. Seine Mutter starb nach seiner Geburt, und er wurde von María de Garín, der Frau eines Schmiedes, aufgezogen. Durch den Tod seines Vaters am 23. Oktober 1507 wurde er Vollwaise. Bis zu diesem Zeitpunkt diente er als Page des Adligen Juan Velázquez de Cuéllar (um 1460–1517) in Arévalo bei Ávila. Als am 12. August 1517 sein Dienstherr starb, schloss er sich dem Militär an und diente unter Antonio Manrique de Lara, dem Herzog von Nájera und Vizekönig von Navarra.

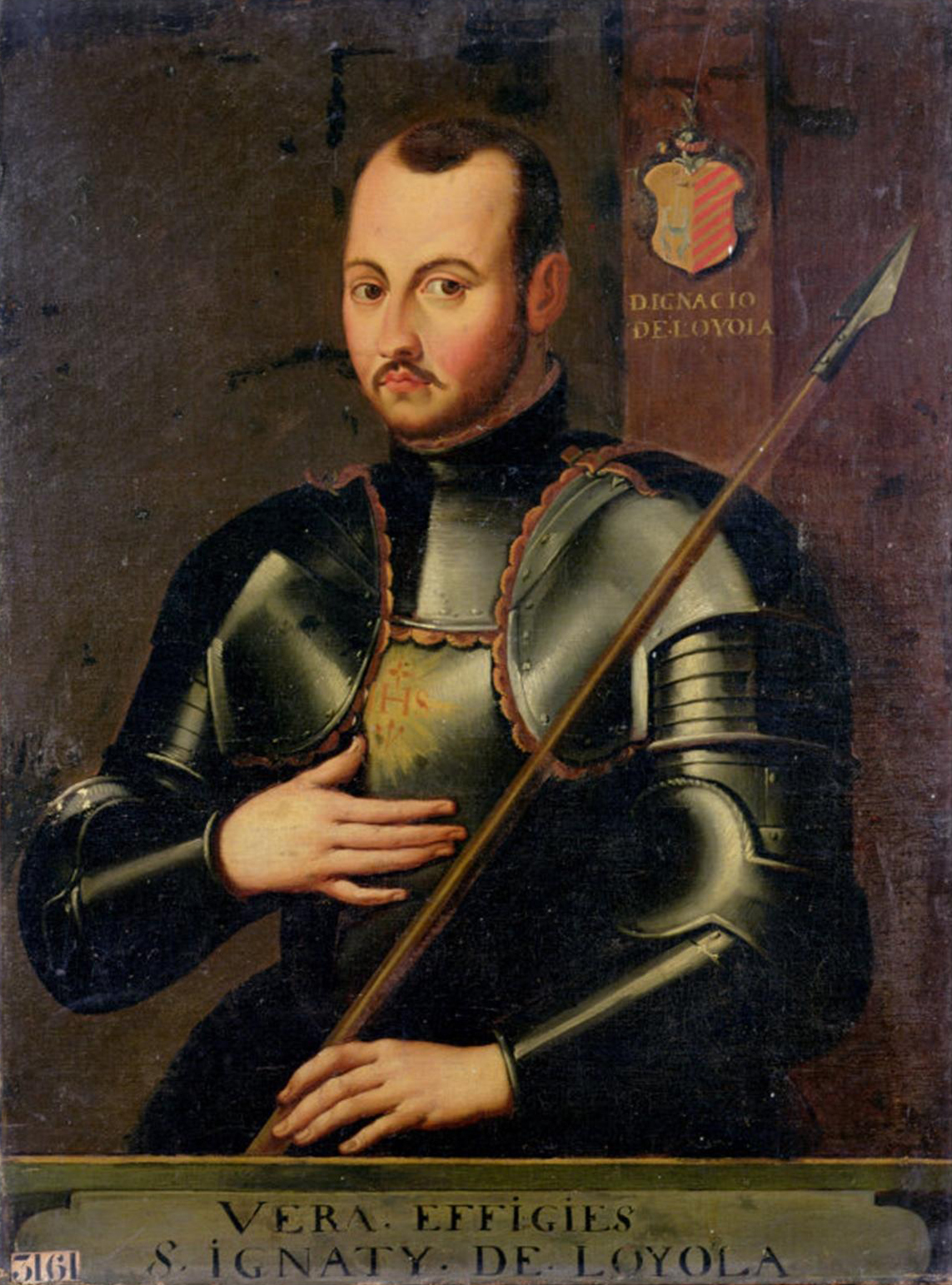
Ignatius von Loyola als junger Offizier in zeitgenössischer Rüstung

Im Ersten Krieg Karls V. gegen Franz I. wurde Loyola am 20. Mai 1521 bei der Verteidigung Pamplonas gegen französische Truppen von einer Kanonenkugel am Bein schwer verwundet. Wie er in seiner Autobiographie berichtet, las er auf dem Krankenlager statt der bevorzugten Ritterromane eine Sammlung von Heiligenlegenden sowie eine Lebensbeschreibung Christi und kam so dazu, über seine Lebensweise nachzudenken. Während seiner Rekonvaleszenz im Kloster Montserrat legte er eine Lebensbeichte ab, die der Überlieferung nach drei Tage dauerte. Im Jahr 1522 verließ er, der als Ritter und Edelmann gekommen war, das Kloster als Bettler und Pilger. Seine Waffen ließ er am Altar der Klosterkirche zurück. Leopold von Ranke deutete dies als einen „Übergang von weltlicher zu geistlicher Ritterschaft“.
Es folgte etwa ein Jahr der Buße in Manresa in Katalonien – in diese Zeit fallen seine großen Erweckungserlebnisse, die er in einem Exerzitienbuch (Ignatianische Exerzitien) niederschrieb. In der zwischen den Flüssen Cardener und Llobregat gelegenen Stadt verbrachte er einige Monate in Einsamkeit, in denen er sich äußerster Armut aussetzte und beständig ins Gebet vertieft war. In einer Höhle am Cardener hatte er eine Erleuchtung, die ihn für sein ganzes Leben prägte.

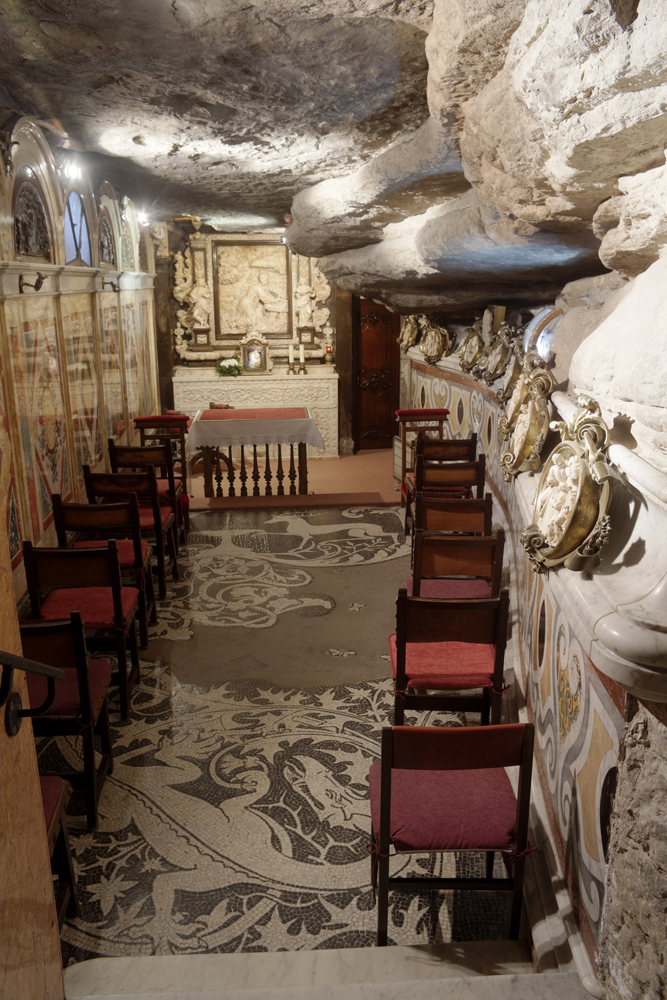
Manresa, Kapelle in der Höhle des hl. Ignatius. Hier übte er sich in seinen Exerzitien

Am Ende seines Aufenthalts in Manresa wurde Ignatius zum Pilger, der nach Jerusalem aufbrach und über viele weitere Stationen schließlich Rom erreichte: Am 20. März 1523 schiffte er sich in Italien ein und gelangte im September desselben Jahres nach Palästina, das seit 1516 von den osmanischen Türken besetzt war. Diese Reise erscheint auch im Pilgerbericht des Peter Füssli, der auf demselben Schiff ins heilige Land fuhr und die Gruppe seiner spanischen Mitreisenden beschrieb.
Von 1524 an studierte Ignatius in Barcelona an einer Lateinschule (Trivium), sodass er 1526 zur Universität zugelassen wurde. Er begann an der Universität von Alcalá de Henares Philosophie und Theologie zu studieren. Durch seine Ansichten fiel er schon bald der Inquisition auf; er wurde „ernst befragt“ und acht Wochen eingesperrt. Im Jahr 1527 wechselte er an die Universität Salamanca. Auch dort wurde er von der Inquisition verhört und schließlich vom theologischen Studium ausgeschlossen.

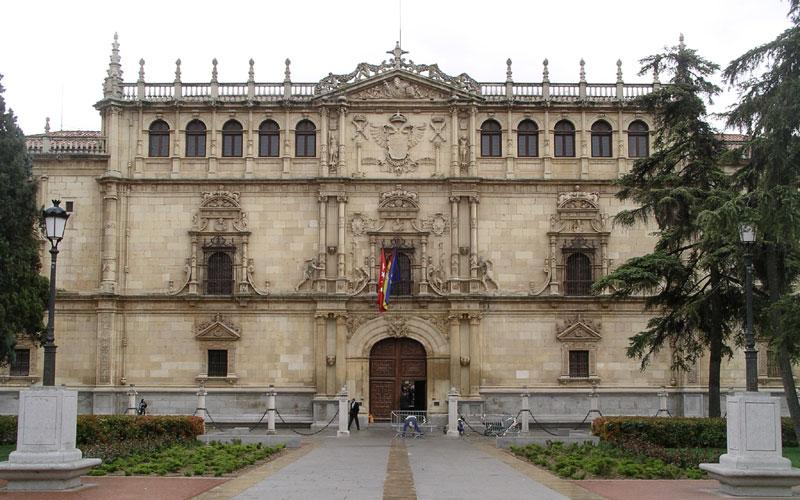
Fassade der historischen Universität Alcalá de Henares (1543)

Im Juni 1528 flüchtete er nach Paris. An der Sorbonne setzte er mit finanzieller Unterstützung von in Frankreich und Flandern tätigen spanischen Kaufleuten das Studium fort und beendete es am 15. März 1534 mit dem Titel eines Magister artium. Ein anschließend erneut aufgenommenes Theologiestudium beendete er nicht.
Während des Studiums in Paris freundete sich Ignatius von Loyola mit sechs Kommilitonen an: Peter Faber (1506–1546), Franz Xaver (1506–1552), Simão Rodrigues de Azevedo (1510–1579), Diego Laínez (1512–1565), Alfonso Salmerón (1515–1585) und Nicolás Bobadilla (1511–1590). Am 15. August 1534 (Mariä Himmelfahrt) gelobten sie gemeinsam in der am Montmartre gelegenen Krypta des Martyriums des heiligen Dionysius Armut, Keuschheit und Mission in Palästina. Das Gelöbnis gilt als Gründungsakt einer Gemeinschaft, die sich ab 1539 Compañía de Jesús nannte.
Am 24. Juni 1537 wurde Ignatius mit Diego Laínez in Venedig, wo er sich ab 1535 aufhielt, um von dort nach Jerusalem zu reisen, zum Priester geweiht. Wegen der unsicheren politischen Lage war an Mission im heiligen Land nicht zu denken. Deshalb ersetzten sie die gelobte Missionierung durch die Bereitschaft, in den Dienst des Papstes zu treten und insbesondere in jenen Gebieten zu missionieren, die die katholische Kirche an die Reformation verloren hatte. Kurz darauf reisten Ignatius und seine Freunde nach Rom und trugen Papst Paul III. ihre Absicht vor. Dieser nahm ihre Formula Instituti zur Kenntnis und genehmigte mit der Bulle Regimini militantis ecclesiae vom 27. September 1540 die Societas Jesu. Diese vorläufige Erlaubnis war an die Bedingung geknüpft, dass der Orden die Zahl von 60 Mitgliedern nicht überschreiten dürfe. Im Jahr 1541 wurde Ignatius zum ersten Ordensgeneral (Generaloberer der Gesellschaft Jesu) ernannt.

Die Reisewege des Ignatius von Loyola zu den verschiedenen Zeiten

Die neue Gemeinschaft sorgte dadurch für Aufsehen, dass sie das Tragen einer Ordenstracht ablehnte. Darüber hinaus war ihre straffe Hierarchie an militärische Rangfolgen angelehnt. Auch die Ordensregeln wichen von bisher üblichen ab und orientierten sich an militärischen Disziplinarvorschriften. Zugleich waren Loyola und seine Anhänger gegenüber neuen Predigtformen aufgeschlossen, um ihren ehrgeizigen Zielen gerecht werden zu können. Schnell wurde ihre Gemeinschaft zu einem wichtigen Träger der Gegenreformation. Im Jahr 1546 ließ Loyola offiziell die ursprüngliche Begrenzung der Gemeinschaft auf 60 Mitglieder fallen, woraufhin ein starkes Wachstum einsetzte, insbesondere in Spanien. Drei Jahre später machte eine päpstliche Bulle die Abteilungen der Societas Jesu unabhängig von den jeweiligen Bischöfen ihrer Operationsbereiche – eine Tatsache, die zu einer zentralistischen Leitung des Ordens, ähnlich der der Gesamtkirche, beitrug.
Im Sommer 1556 erkrankte Ignatius de Loyola an einer von Fieber begleiteten chronischen Krankheit. Am 30. Juli 1556 verlangte er die letzte Ölung und den päpstlichen Segen. Er starb bei Tagesanbruch des folgenden Tages. Seine letzte Ruhestätte befindet sich offiziell in Il Gesù in Rom, der Kirche des Mutterhauses der von ihm gegründeten Gemeinschaft. Historiker bezweifeln, dass der Leichnam Ignatius tatsächlich erhalten und in Rom bestattet ist. Der Jesuitenorden zählte bei seinem Tod etwa tausend Mitglieder.

## Nachleben
Ignatius wurde am 3. Dezember 1609 von Papst Paul V. selig- und am 12. März 1622 von Papst Gregor XV. heiliggesprochen. Sein Gedenktag ist in der katholischen und anglikanischen Kirche sein Sterbetag, der 31. Juli. Die Bauernregel für diesen Tag lautet: „So wie Ignaz stellt sich ein, wird der nächste Januar sein.“ Sein Geburtshaus bildete die Keimzelle für den Ausbau zum Jesuitenkolleg Loyola mit zentraler Basilika im 17.–19. Jahrhundert.
Mit der apostolischen Konstitution Summorum Pontificum vom 25. Juli 1922 erklärte Papst Pius XI. den Heiligen zum Schutzpatron der Exerzitien.
Im Jahr 1949 entstand in Spanien der Spielfilm El capitán de Loyola (Regie: José Díaz Morales) mit Rafael Durán in der Hauptrolle. Im Jahr 2016 wurde als philippinisch-spanische Koproduktion Ignacio de Loyola (Regie: Paolo Dy, Cathy Azanza) mit Andreas Muñoz in der Hauptrolle gedreht.
Im Jahr 2011 wurde in Spanien der Ignatiusweg als Pilgerweg von Loyola nach Manresa geschaffen.
Auch die Pflanzengattung Ignatia L. f. aus der Familie der Brechnussgewächse (Loganiaceae) ist nach Ignatius de Loyola benannt.

## Heraldik und Genealogie der Familie

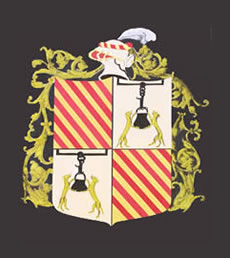
Das Familienwappen der Oñaz-Loyola

Der Name Loyola stellt eine Kontraktion der spanischen Wörter lobo y olla dar, die ins Deutsche übertragen „Wolf und Topf“ bedeuten; dabei soll der Wolf die Nobilität symbolisieren. Beide Aspekte des Wappens sind die Folge einer Verbindung zweier Adelsfamilien im Jahre 1261 durch die Heirat von López García de Oñaz mit Inés, Dame von Loyola.

## Werk
Sammlungen
- Ignatius von Loyola: Briefe und Unterweisungen. Übersetzt und kommentiert von Peter Knauer (= Deutsche Werkausgabe. Band 1). Echter, Würzburg 1993, ISBN 978-3-429-01530-5 (1027 S.).
- Ignatius von Loyola: Gründungstexte der Gesellschaft Jesu. Übersetzt und kommentiert von Peter Knauer (= Deutsche Werkausgabe. Band 2). Echter, Würzburg 1998, ISBN 978-3-429-01957-0 (1010 S.).

Einzelschriften
- Das geistliche Tagebuch, herausgegeben von Adolf Haas u. a., 1961.
- Der Bericht des Pilgers, übersetzt v. Burkhart Schneider, 7. Auflage, 1991.
  - Übersetzt v. Michael Sievernich. Marix-Verlag, Wiesbaden 2006, ISBN 3-86539-075-7.
- Geistliche Übungen, übersetzt von Adolf Haas, Neuausgabe, 1999.

Briefe
- Briefwechsel mit Frauen, herausgegeben von Hugo Rahner, 1956.
- Trost u. Weisung. Geistliche Briefe, herausgegeben von Hugo Rahner, Neuausgabe, 2. Auflage, 1989.
- Briefe und Unterweisungen, übersetzt von Peter Knauer, 1993, ISBN 3-429-01530-8.

## Film
Im Jahr 2016 wurde die Filmbiografie „Ignatius von Loyola - Kämpfer, Sünder, Heiliger“ (Originaltitel: Ignatius of Loyola) veröffentlicht, eine philippinische Produktion.

## Trivia
Der Asteroid (3562) Ignatius ist nach Ignatius von Loyola benannt.